# Piloctenus haematostoma
Piloctenus haematostoma is een spinnensoort uit de familie van de kamspinnen (Ctenidae). De wetenschappelijke naam van de soort werd voor het eerst geldig gepubliceerd in 2017 door Henrard en Jocqué.
De soort komt voor in Guinee.